# Abu-Hàtim ar-Razí
|  | Per a altres significats, vegeu «Ar-Razí (desambiguació)». |

Abu-Hàtim Àhmad ibn Hamdan ar-Razí (persa: ابو حاتم احمد بن حمدان الرازی), més conegut simplement com a Abu-Hàtim ar-Razí (àrab: أبو حاتم الرازي, Abū Ḥātim ar-Rāzī) (segle x), fou un poeta, escriptor i missioner (daï) ismaïlita a Rayy del segle x, nascut a Pashapuya, al sud de Rayy.
Fou lloctinent del daï de Rayy, Ghyath al-Ismailí; a aquest el va succeir Abu-Jàfar Kabir, i Abu-Hatim el va eliminar aviat per patir depressions, esdevenint llavors el cap dels ismaïlites de Rayy. Es diu que va convertir al governador local Ahmad ibn Alí (governador 916-924). Rayy fou ocupada pels samànides el 924 i Abu-Hàtim va fugir cap a Daylam on hi havia un gran nombre d'alides on va donar suport al cap del Gilan Aixfar ibn Xiroya en la seva lluita contra l'imam zaydita de Tabaristan. Aixfar va passar sota l'autoritat del daylamita Mardawij ibn Ziyar i aquest va tolerar la influència de l'ismaïlita, fins que va perdre el favor de Mardawij quan la data en què havia d'aparèixer el Mahdí donada per Abu-Hatim es va demostrar falsa.
Llavors es va voler refugiar al territori de Muflih, que el 931 havia rebut el govern de l'Azerbaidjan i va morir de camí cap a aquest territori el 933/934.
Predicava l'existència de set profetes: Adam, Noè, Abraham, Moisès, Jesús, Mahoma i el Mahdí
Va escriure algunes obre religioses, entre d'altres, el Kitab al-Zina, un diccionari de termes teològics.